# Rotundicerus minutus
Rotundicerus minutus är en insektsart som beskrevs av Dietrich. Rotundicerus minutus ingår i släktet Rotundicerus och familjen dvärgstritar. Inga underarter finns listade i Catalogue of Life.